# Klooster Emmaüs te Stein

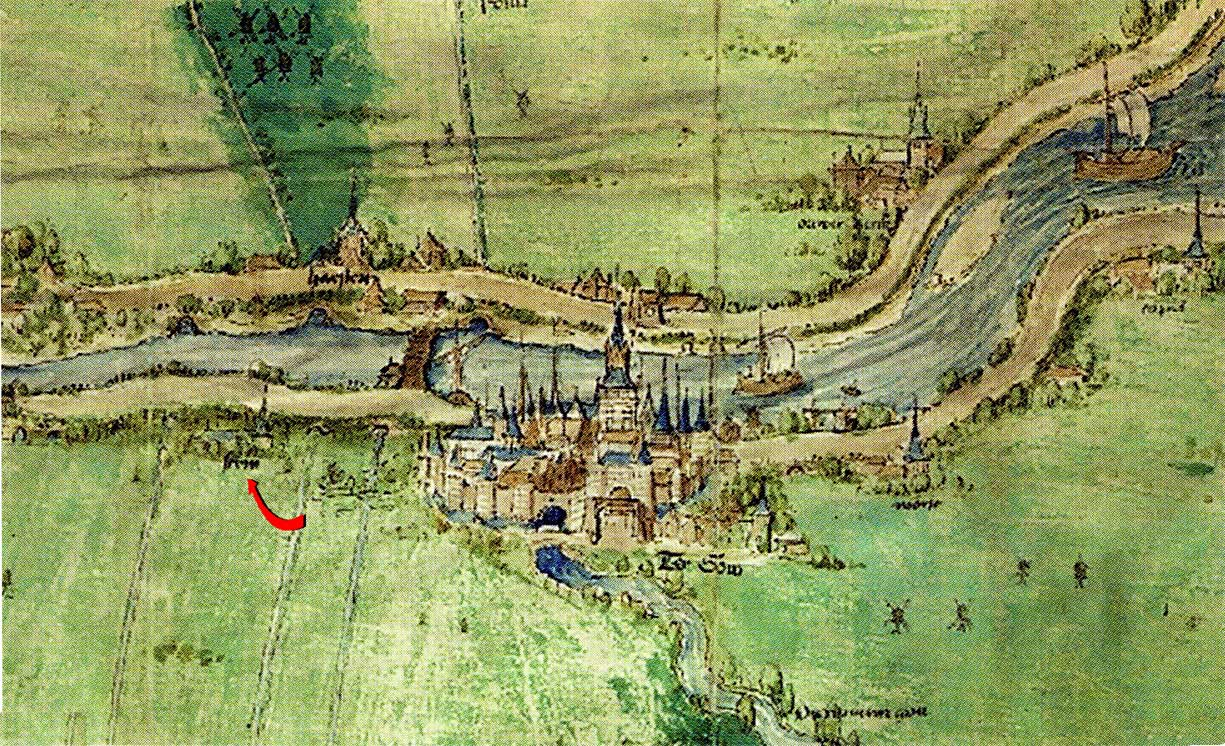
Het klooster in 1520 door Pieter Dirksz Crabeth. In het midden staat Gouda en bij de rode pijl het klooster. Aan de andere kant van de Haastrechtse brug ligt Haastrecht. Het zuiden ligt hier boven en het noorden onder.

Het Klooster Emmaüs te Stein was een Augustijner klooster nabij Gouda in de heerlijkheid Stein. Het was in gebruik tussen 1419 en 1549.

## Geschiedenis
Het klooster in Stein werd in 1419 gesticht door het Goudse Gregoriushuis, waar de fraters eertijds de Tertiaris-regel van Franciscus hadden aangenomen. Later wisselden ze van orde, en gingen verder onder de Regel van Augustinus. Zij verhuisden naar Stein omdat het huis dat zij aan de Spieringstraat in Gouda bewoonden te klein was geworden. Zij verkregen toestemming van Jan de bastaard van Blois om een klooster te bouwen in het land van Stein aan de Steinsedijk in de voormalige heerlijkheid Stein:

soo gaf hy ons oorlof en consent te woonen in zijn Heerlijckheydt van Steyn, om te fonderen en op te rechten een clooster van geestelijcke persoonen ter eere en love Godts, en om der zeylen salicheyt, ..

 Ook de bisschop van Utrecht en de pastoor van Haastrecht verleenden toestemming. Het klooster werd in 1549 geheel door brand verwoest. Omdat herbouw te duur werd bevonden namen de kloosterlingen in 1551 hun intrek in het toenmalige Brigittenklooster aan de Raam te Gouda. Dit klooster werd later het Regulierenklooster. Onder leiding van hun net benoemde prior Wouter Jacobsz. Maes vond de verhuizing plaats en werd het nieuwe onderkomen opgeknapt en uitgebreid.
Op de plek waar vroeger het klooster in Stein stond bevindt zich de kaasboerderij 't Klooster in Haastrecht.
Stein maakte deel uit van het generaal kapittel van Sion, een samenwerkingsverband van kloosters.

## Woonplaats van Erasmus
Desiderius Erasmus woonde tussen 1488 en 1493 in het klooster. Hij vond het onprettig:

De plaats was zoo stinkend en ongezond, dat er qualijk koeyen, ik laat staan zoo een teer menschje als ik ben konden aarden.